# ماجراهای شگفت‌انگیز آدل بلان-سک
ماجراهای شگفت‌انگیز آدِل بلان-سِک (فرانسوی: Les Aventures extraordinaires d'Adèle Blanc-Sec‎) فیلمی فرانسوی در سبک تخیلی و حادثه‌ای است. این فیلم محصول سال ۲۰۱۰ میلادی می‌باشد.

## موضوع فیلم
خواهر آدِل بلان-سِک در هنگام بازی تنیس آسیب می‌بیند و آدِل خود را مقصر می‌داند، به همین دلیل به مصر سفر می‌کند تا با کمک گرفتن از مومیایی پزشک مخصوص فرعون، خواهرش را درمان کند و به زندگی عادی برگرداند.